# 萨克尔
萨克尔（哈扎尔语中意为“白房子”）是顿河下游左岸曾经存在过的一座城堡。它是哈扎尔人在拜占庭帝国狄奥斐卢斯援助下于830年代或840年代创立的，以白色石灰岩建造。当时哈扎尔可汗需要建立一座坚固的首都，而给拜占庭的报酬是割让克里米亚的一些地区。萨克尔把守着伏尔加-顿河的贸易路线，曾经盛极一时。965年，被基辅罗斯的斯维亚托斯拉夫一世攻克，该城改名比拉维扎，居民逐渐斯拉夫化。12世纪，钦察人攻陷了该城。1930年代，苏联考古学家米哈伊尔·伊拉里奥诺维奇·阿尔塔莫诺夫发现了萨克尔的遗址，这是已发现的最大规模的哈扎尔城址。1952年由于齐姆良斯克水库的修建而沉入水底。